# Samsung Gravity series
Dòng điện thoại Samsung Gravity series bao gồm:
- Samsung Gravity, phát hành 7 tháng 11 năm 2008
- Samsung Gravity 2, tháng hành tháng 8 năm 2009
- Samsung Gravity 3, phát hành tháng 6 năm 2010
- Samsung SGH-T669 (còn được biết đến như "Gravity T" hoặc "Gravity Touch"), được phát hành vào tháng 6 năm 2010
- Samsung Gravity Smart, điện thoại thông minh Android phát hành 22 tháng 6 năm 2011
- Samsung Gravity TXT, phát hành vào tháng 8 năm 2011